# Johann Karl August Musäus

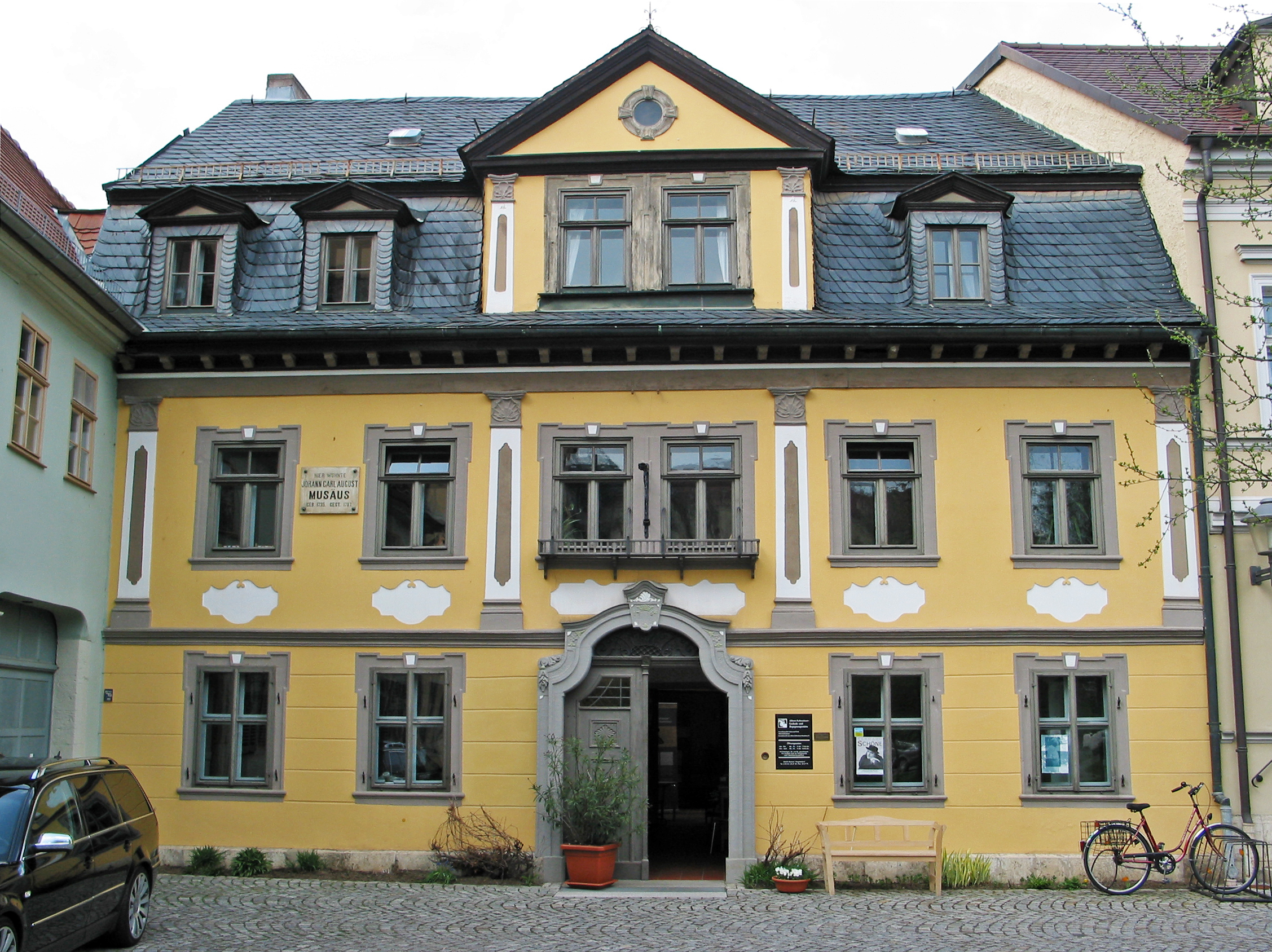
Były budynek Musäusa w Weimarze, dzisiaj muzeum

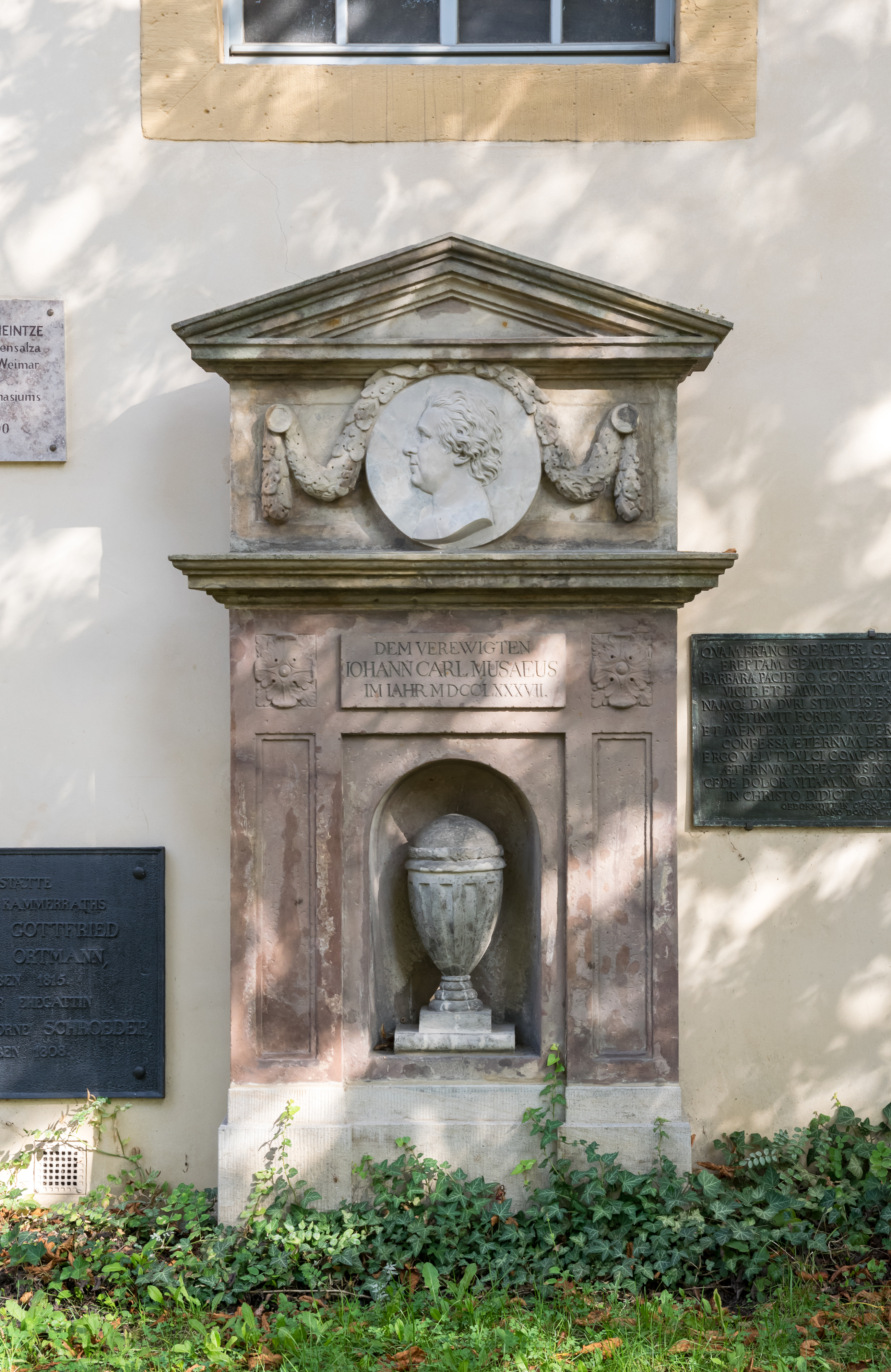
Grób Musäusa na cmentarzu Jacobsfriedhof w Weimarze

Johann Karl August Musäus (ur. 29 marca 1735 w Jenie, zm. 28 października 1787 w Weimarze) – niemiecki pisarz, krytyk literatury, filolog, zbieracz baśni i autor zarówno satyrycznych, jak i ludowych nowel okresu oświecenia.

## Życiorys
Johann Karl August Musäus urodził się 29 marca 1735 w Jenie jako jedyny syn sędziego ziemskiego Johanna Christopha Musäus. Mając dziewięć lat przybył do swojego chrzestnego i stryja, superintendenta dr. Johanna Weißenborna do Allstedt koło Weimaru. W 1754 roku, po ukończeniu gimnazjum, zamieszkał z ojcem w Eisenach, który został tam powołany na sędziego i starostę generalnego. Od 1754 do 1758 roku studiował teologię na uniwersytecie w Jenie. W związku z niemożliwością przyjęcia zaproponowanego mu stanowiska księdza w Farnroda koło Eisenach z powodu sprzeciwu chłopów, którzy mu zarzucili niepobożne zachowanie we wcześniejszym okresie, rozpoczął studiowanie filologii klasycznej.
W 1763 roku został wychowawcą paziów (Pagenhofmeister) na dworze w Weimarze a trzy lata później rozpoczął pracę krytyka literackiego jako współpracownik Friedricha Nicolai w „Allgemeinen deutschen Bibliothek”. Dokonał tam około 350 recenzji współczesnych mu powieści. W 1769 roku został mianowany przez księżną Anna Amalie na profesora filologii klasycznej i historii
Wilhelm-Ernst-Gymnasium. Uczył tam również swojego bratanka August von Kotzebue, który później również został znanym pisarzem. Stanowisko profesora i pisarsto zapewniło mu utrzymanie.
24 kwietnia 1770 poślubił Elisabeth Magdalene Juliane Krüger, z którą miał dwóch synów. Miał wielu znajomych również w kręgach klasyków weimarskich. W swoim domu przyjmował też księcia Karla Augusta, Friedricha Justina Bertucha, Gottfrieda Augusta Bürgera, Johanna Gottfrieda Herdera, Johanna Caspara Lavatera, Friedricha Nicolai, Corone Schröter i Christopha Martina Wielanda, który po jego śmierci wydał jego zbiór bajek Volksmährchen der Deutschen. Od 1776 roku był wolnomularzem jako członek loży Amalia w Weimarze. W 1783 roku został przyjęty do zakonu iluminatów pod pseudonimem Priscillan. Osiągnął rangę „prezbitra”.
Zmarł 28 października 1787 roku w Weimarze. Pochowany został 30 października 1787 na cmentarzu Jacobsfriedhof w Weimarze. Nieznany wielbiciel zbudował mu pomnik na cmentarzu. W 1791 roku August von Kotzebue wydał jego dzieła pod tytułem Nachgelassene Schriften.
W byłym domu Musäusa przy Kegelplatz w Weimarze fundacja Albert Schweitzer-Stiftung otworzyła muzeum.

## Działalność
Jako pisarz był nad wyraz przeciwny jakimkolwiek sentymentalizmowi. Zwalczał wrażliwość powieści Samuela Richardsona podobnie jak fizjonomiczne fantazje „okresu geniuszy”. Był całe życie wierny swoim głęboko wpojonym racjonalnym poglądom filozoficznym. Prawie wszyscy przywódcy niemieckiego oświecenia należeli do jego przyjaciół. Na łamach czasopisma „Allgemeinen deutschen Bibliothek” omawiał powieści i inne dzieła literatury pięknej. Energicznie, szczerze i nieustannie atakował pompatyczność i fałszywą sentymentalność, szczególnie jeśli ta naśladowała zagraniczne wzory. W krytyce ograniczał się często do drobiazgów i nawet poszczególnych słów. Gdzie rzecz na to pozwalała pozostawił po sobie w recenzjach odrobinę satyry i humoru.

## Dzieła
- Grandison der Zweite, oder Geschichte des Herrn von N***. 1760-1762,
- Das Gärtnermädchen von Vincennes. 1771,
- Physiognomische Reisen. 1778/1779,
- Der deutsche Grandison, auch eine Familiengeschichte. 1781/1782,
- Volksmährchen der Deutschen. 1782-1786:
- Tom 1: Die Bücher der Chronika der drei Schwestern, Richilde, Rolands Knappen
- Tom 2: Legenden von Rübezahl, Die Nymphe des Brunnens
- Tom 3: Libussa, Der geraubte Schleier, Liebestreue
- Tom 4: Stumme Liebe, Ulrich mit dem Bühel, Dämon Amor
- Tom 5: Melechsala, Der Schatzgräber, Die Entführung
- Volksmährchen der Deutschen. Mit Holzschnitten nach Originalzeichnungen. – Leipzig: Mayer und Wigand, 1842. Digitalisierte Ausgabe der Universitäts- und Landesbibliothek Düsseldorf
- Freund Hein’s Erscheinungen in Holbein’s Manier. 1785, Moderner Totentanz in Prosa
- Straußfedern. 1787,
- Moralische Kinderklapper für Kinder und Nichtkinder. 1794,